# Cestrotus trivittatus
Cestrotus trivittatus är en tvåvingeart som beskrevs av Mitsuhiro Sasakawa 2003. Cestrotus trivittatus ingår i släktet Cestrotus och familjen lövflugor.
Artens utbredningsområde är Laos. Inga underarter finns listade i Catalogue of Life.